# Марк Помпоний Матон (претор 204 года до н. э.)
Марк Помпо́ний Мато́н (лат. Marcus Pomponius Mathō; III век до н. э.) — римский политический деятель из плебейского рода Помпониев, претор в 204 году до н. э. Предположительно сын Марка Помпония Матона, консула 231 года до н. э. В 207 году до н. э. он занимал должность плебейского эдила, в 205 году до н. э. был участником посольства в Дельфы. После избрания претором на 204 год до н. э. получил в управление Сицилию. Именно Матону сенат поручил расследование инцидента в Локрах, где легат проконсула Публия Корнелия Сципиона Квинт Племиний притеснял местных жителей. Марк вынес благоприятное для Сципиона решение, благодаря чему тот смог отправиться в африканскую экспедицию. Власть Матона в провинции была продлена на 203 год до н. э. Он получил под своё командование новый флот и занимался перевозкой подкреплений для Сципиона.